# Netball ai XXII Giochi del Commonwealth
Le competizioni di netball ai XXII Giochi del Commonwealth si sono svolte dal 7 luglio al 7 agosto 2022.

## Podi
| Evento    | Oro       | Argento  | Bronzo        |
| Femminile | Australia | Giamaica | Nuova Zelanda |